# The Mark of Cain (film fra 1917)
The Mark of Cain er en amerikansk stumfilm fra 1917 af George Fitzmaurice.

## Medvirkende
- Antonio Moreno som Kane Langdon
- Irene Castle som Alice
- J.H. Gilmour som Trowbridge
- Eleanor Black
- John St. Polis